# 科里亚诺

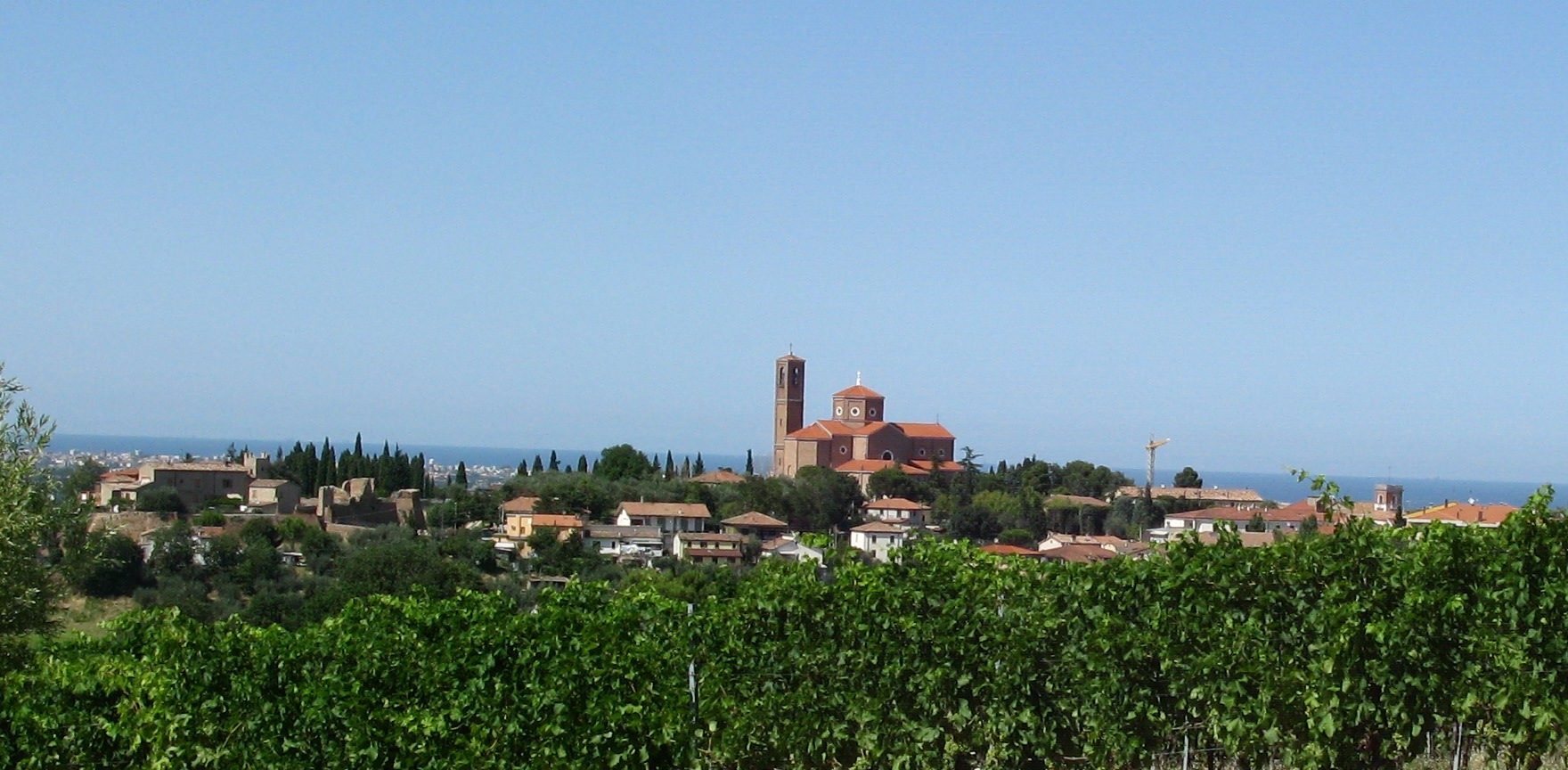
科里亚诺

科里亚诺（義大利語：Coriano）是意大利艾米利亚-罗马涅大区里米尼省的一个市镇，面积46平方公里，人口9,363人（2007年）。